# Macmillan's Magazine
Il Macmillan's Magazine era un giornale inglese con cadenza mensile che uscì tra 1859 il 1907, pubblicato da Alexander Macmillan.

## Descrizione
La rivista era un periodico di letteratura che pubblicò opere di narrativa e non di scrittori in primis britannici (promosse i primi lavori del giovane Rudyard Kipling). Thomas Hughes aveva convinto Macmillan a fondare il giornale. Il primo editore e fondatore fu il docente di letteratura inglese David Masson, mentre George Grove curò la rivista a partire dal 1873, seguito da John Morley e Mowbray Morris. Nel suo primo decennio di esistenza, Frederick Denison Maurice fu un prolifico contributore del giornale. Nel 1864 apparvero, sulle colonne del Macmillan, le accuse del presbitero e scrittore anticattolico Charles Kingsley contro il teologo e convertito John Henry Newman, definendolo un bugiardo e un falso assertore della ricerca della verità.